# Ервандян, Джемма Суреновна
Джемма Суреновна Ервандян (род. 1932 год) — звеньевая колхоза села Гечерлу Курдукулинского района Армянской ССР. Герой Социалистического Труда (1971).

## Биография
Родилась в 1932 году в селе Гечерлу Курдукулинского района Армянской ССР.
В 1946 году вступила в колхоз имени Сталина, председателем которого был Мушег Погосян. Отличаясь трудолюбием, в 1950 году Джемма возглавила комсомольско-молодёжное звено, состоявшее из 40 человек. В течение нескольких лет подряд её звено получало самый большой урожай винограда в Октемберянском районе – до 90 центнеров с гектара. 
В 1954 году Джемма была премирована поездкой на Всесоюзную сельскохозяйственную выставку.
Досрочно выполнила личные социалистические обязательства и производственные задания Восьмой пятилетки (1966—1970). 8 апреля 1971 года Указом Президиума Верховного Совета СССР удостоена звания Героя Социалистического Труда «за выдающиеся успехи, достигнутые в развитии сельскохозяйственного производства и выполнении пятилетнего плана продажи государству продуктов земледелия и животноводства» с вручением ордена Ленина и золотой медали Серп и Молот.
Джемма Ервандян избиралась депутатом Октемберянского районного и Мргашатского сельского Советов депутатов трудящихся.
С 1987 года — персональный пенсионер союзного значения.

## Звания и награды
- Герой Социалистического труда (1971)
- Орден Ленина
- Медаль «Серп и Молот»

другие награды